# Twice (groupe)
Pour les articles homonymes, voir Twice.
Twice (stylisé en majuscule, hangeul : 트와이스, RR : Teuwaiseu : japonais : トゥワイス, rōmaji : Tuwaisu ) est un girl group sud-coréen formé par JYP Entertainment par le programme Sixteen (en) en 2015. Le groupe est composé de neuf membres se prénommant Nayeon, Jeongyeon, Momo, Sana, Jihyo, Mina, Dahyun, Chaeyoung et Tzuyu. Le nom « Twice » a été choisi parce que les membres seront en mesure « d'épater leurs fans une première fois à travers leurs oreilles et une deuxième fois à travers leurs yeux. ».
Le succès de Twice débute en 2016 avec la sortie de leur second single Cheer Up qui se classe à la première place du Circle Digital Chart et qui est nommé Chanson de l'année aux Melon Music Awards, aux Mnet Asian Music Awards, ou encore aux Golden Disc Awards. Après cela, Twice enchaine neuf tubes consécutifs se classant numéro 1 dans les hits-parades coréens. Avec une centaine de récompenses dont notamment 18 Grand Prix (Daesang), Twice est le groupe féminin le plus récompensé de Corée du Sud.
Twice a également su s'exporter à l'international. De l'obtention de son premier disque de platine par la RIAJ en 2017, Twice est désormais le girl group sud-coréen le plus certifié au Japon,. En 2021, Twice devient notamment le quatrième groupe de K-pop de l'histoire à réussir une entrée dans le Billboard Hot 100 avec son single The Feels.

## Histoire

### 2015: débuts

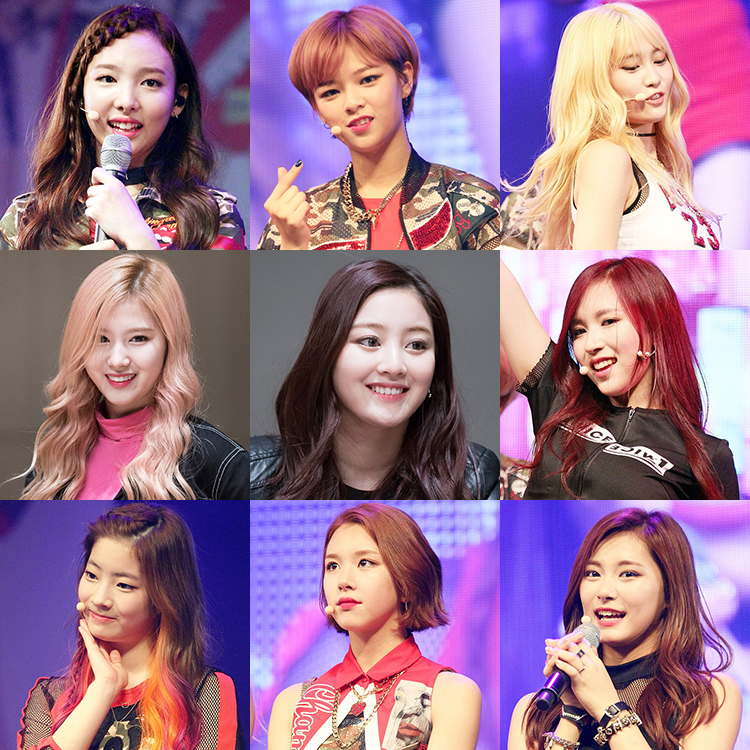
Les membres de Twice en 2015.

Le 7 octobre 2015, JYP Entertainment crée le site officiel de Twice et annonce via les réseaux sociaux que le groupe débutera avec l'extended play The Story Begins avec comme titre principal Like Ooh Ahh. Le titre est décrit comme une chanson pop « colorée » avec des éléments de hip-hop, de rock et de RnB. L'équipe de composition inclut les Black Eyed Pilseung, mieux connus pour avoir composé de nombreux titres à succès dont le titre Only You de Miss A,,,,. Le 20 octobre, l'extended play et le clip vidéo du titre-phare sont mis en ligne et sont également disponibles sur l'application V de Naver,. Le groupe a tenu une représentation musicale le même jour où elles ont interprété les titres Like Ooh-ahh, I Think I'm Crazy et Do It Again,. Le clip vidéo de Like Ooh-ahh dépasse le million de vues en moins de vingt-quatre heures.
En novembre, le groupe participe à My Little Television, une émission exclusivement en ligne, où les membres du groupe apparaissent en tenant le drapeau de leur pays d'origine dans les mains afin de montrer leur caractère multiculturel aux côtés du drapeau sud-coréen. Tzuyu, taïwanaise, montre donc le drapeau du gouvernement de facto de l'île de Taïwan et non celui de la république populaire de Chine. Ceci a pour effet de lancer une polémique sur les réseaux sociaux chinois et taïwanais autour de Tzuyu. Cette polémique devient d'autant plus forte qu'elle émerge alors que se déroulent à Taïwan des élections présidentielles sur fond de désir d'indépendance par rapport à la Chine continentale.

### 2016: censure en Chine
Le 11 janvier, à la suite des polémiques autour de la nationalité de Tzuyu, les médias chinois ont par conséquent suspendu toute promotion du groupe en Chine continentale, ce qui a mené JYP Entertainment à mettre fin aux opérations de promotion du groupe en Chine, et à faire lire une lettre d'excuses de Tzuyu dans une vidéo publique sur YouTube où elle déclare « Je suis chinoise. ».
Le 11 avril, JYP Entertainment annonce sur les réseaux sociaux que le groupe sera de retour le 25 avril avec un second extended play, Page Two, porté par le titre Cheer Up à nouveau produit par les Black Eyed Pilseung. Le 25 avril sont donc dévoilés l'extended play et le clip vidéo de Cheer Up. Le même jour, le groupe tient une représentation musicale, diffusé en direct sur l'application V de Naver, où elles interprètent les titres Woohoo, Touchdown, Precious Love et Cheer Up, le clip vidéo de ce dernier dépasse le million de vues en moins de vingt-quatre heures. Le 26 avril à midi, heure sud-coréenne, le groupe réalise un All-kill, c'est-à-dire une distinction obtenue selon le classement de la chanson dans les classements sud-coréens. Cette nouvelle chanson des jeunes femmes était première dans les classements en temps réel sur les principaux sites comme MelOn, Genie, Mnet, Bugs, Naver Music, Soribada et Monkey3. Le 16 août, il est déclaré que Page Two a été vendu à plus de 150 000 exemplaires, faisant des filles le premier groupe féminin ayant eu un record de ventes de plus de 100 000 unités cette année.

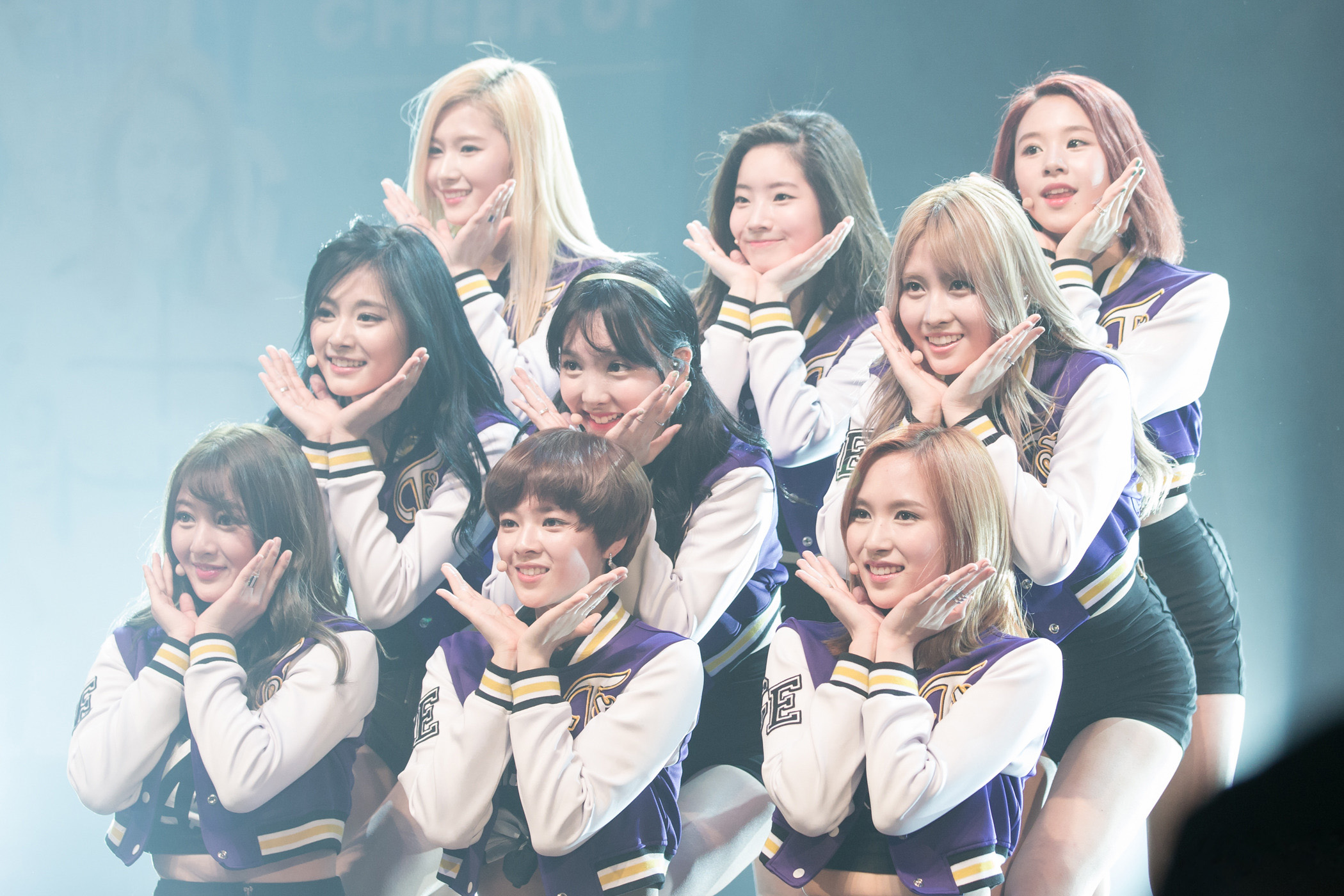
Twice sur scène en 2016.

Le 23 septembre, Twice a révélé ses deux couleurs officielles, l'abricot (Pantone 712 C) et le néon magenta (Pantone 812 C), représentant le groupe et son fan club nommé « Once ». Cinq jours plus tard, JYP Entertainment a annoncé que le groupe préparait son retour pour le mois d'octobre avec un nouvel extended play et dont le titre principal a été composé par Black Eyed Pilseung, qui avait déjà composé des précédents titres du groupe, tandis que la date de leur retour n'avait pas encore été décidée,,. Le 19 octobre, les filles révèlent leur bâton lumineux officiel portant le nom de « Candy Bong », il a la forme d'une sucette et porte leurs couleurs officielles. Celui-ci a été largement inspiré par la chanson Candy Boy qui figure dans leur premier extended play,. Afin de célébrer le premier anniversaire du groupe depuis ses débuts, Twice a interprété l'un de ses nouveaux titres, One in a Million, via une transmission en direct sur l'application V de Naver le 20 octobre à 22 h 30.
Le 10 octobre, JYP Entertainment annonce le retour du groupe grâce à une sortie programmée d'aguiches, composées de photos et de vidéos, pour leur troisième extended play, Twicecoaster: Lane 1 et son single, TT. Le 24 octobre donc, l'extended play et le clip vidéo sont publiés sur YouTube et sur des sites coréens. Le jour suivant, TT brise le record du clip vidéo de K-pop à atteindre le plus rapidement les dix millions de vues,.
Le 11 novembre, Like Ooh-ahh atteint les cent millions de vues, un record pour un clip vidéo de débuts, tandis que Cheer Up arrive à ce chiffre cinq jours après, le plus rapide pour un clip vidéo.
Le 19 décembre, sort une version spéciale Noël de cet extended play. Sans nouvelles chansons, le disque contient un nouveau livre photo. Il a atteint plus de 150 000 précommandes, et Twicecoaster: Lane 1 a atteint plus de 350 000 ventes de copies physiques, devenant le cinquième extended play ayant été le plus vendu en 2016 en Corée du Sud et celui le plus vendu pour un girl group cette même année,.

### 2017: premier concert et débuts japonais

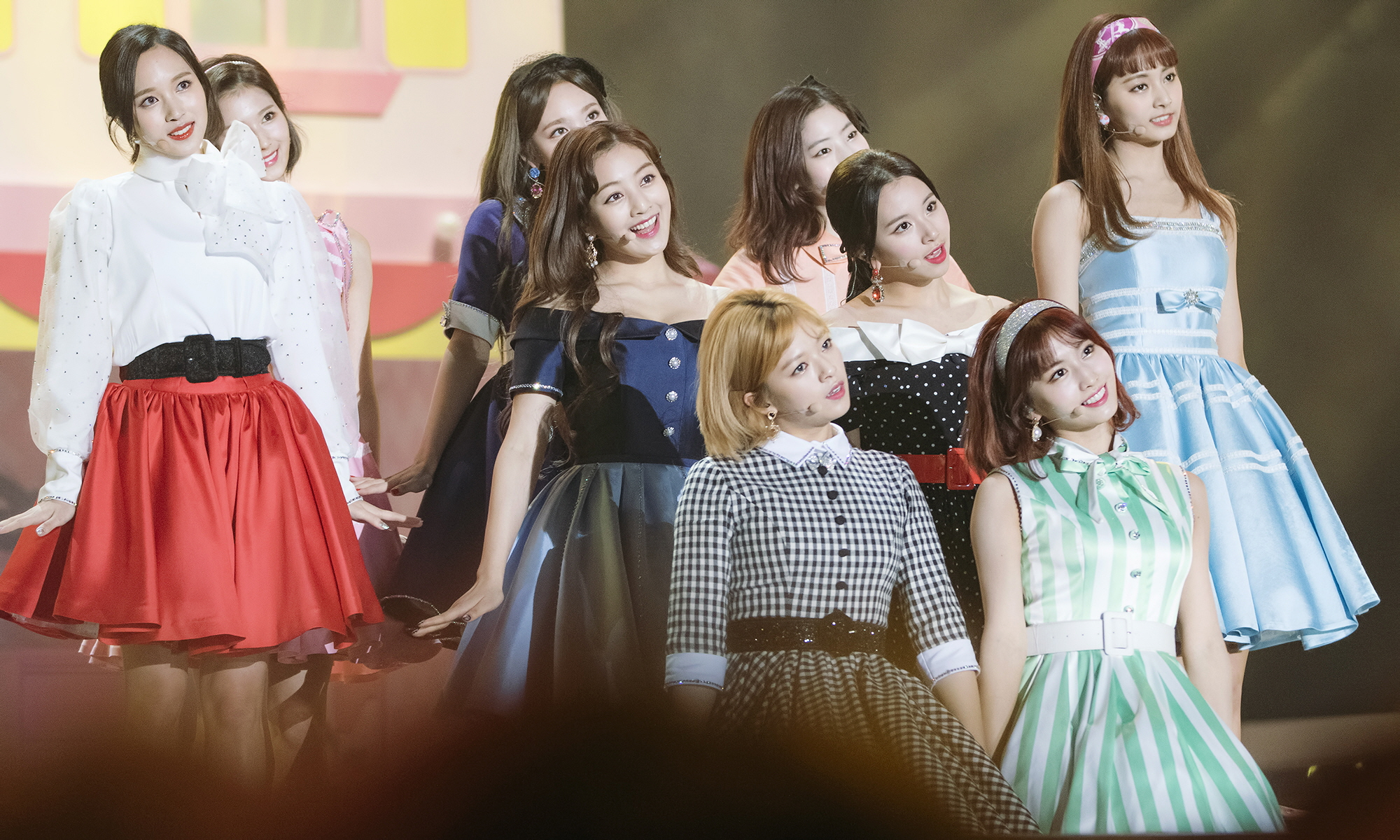
Twice sur scène en 2017

Le 3 janvier, TT atteint les cent millions de vues, le plus rapide pour aucun groupe de K-pop, brisant ainsi le record de Cheer Up.
Le 10 janvier, JYP Entertainment annonce que le groupe va donner son premier concert solo en Corée du Sud juste un an et quatre mois après et ses débuts. Nommée TwiceLand 1st Tour : The Opening, le concert s'est déroulé du 17 au 19 janvier au Olympic Handball Gymnasium en Corée du Sud, et serait le premier arrêt de leur tournée durant 2017.
Quelques jours après, il est annoncé qu'elles sortiront un album spécial le 20 février. Ayant pour single Knock Knock, Twicecoaster: Lane 2 est une réédition et contient deux nouveaux titres, Knock Knock et Ice Cream, ainsi que des instrumentales et un remix sur les CD. Il est annoncé que la réédition a reçu plus de 310 000 précommandes selon le Gaon Chart en une semaine. Le clip vidéo de Knock Knock a atteint presque les dix millions de vues en seulement vingt-quatre heures,,.
Début février, un compte japonais de Twice est créé sur Twitter[pertinence contestée]. Alors que la pose de TT est devenu célèbre parmi les idoles et adolescents japonais, de larges photos et de grands écrans diffusant Twice sont vus sur différents bâtiments au Japon[pertinence contestée][pas clair]. Il est annoncé que le groupe sortira un extended play japonais #Twice le 28 juin contenant dix chansons, dont les versions coréennes et japonaises de leurs anciennes chansons.
En avril, JYP Entertainment annonce la sortie d'un nouvel extended play de Twice pour le mois suivant, avant leur départ pour le Japon. Le titre principal a été produit par Park Jin-young. Le 1er mai, Twice a confirmé la sortie de leur quatrième extended play intitulé Signal prévue pour le 15 mai accompagné du clip vidéo de la chanson principale. À sa sortie, Twice a réalisé un All-kill en se plaçant au sommet des principaux classements sud-coréens en temps réel tels que MelOn, Genie, Mnet, Naver, Bugs ou encore Soribada. Signal rencontre aussi un certain succès à l’international, en étant numéro un du classement des albums d’iTunes à Hong Kong, à Singapour, à Taïwan, à Macao, en Thaïlande, en Malaisie, en Indonésie, au Viêt Nam, à Brunei, au Panama, aux Philippines et aux Îles Caïmans. Signal est aussi troisième en Suède, quatrième au Brésil et au Mexique, quinzième au Canada et dix-septième aux États-Unis. En vingt-quatre heures, Twice bat le record du plus grand nombre d’extended plays vendus en une journée pour un groupe féminin avec Signal, le nouvel opus s'étant écoulé à 42 444 copies en un jour, avec 34 255 copies de Twicecoaster: Lane 1 écoulées, Twice était déjà devenu le groupe féminin à avoir vendu le plus d’extended plays en une journée. Une semaine après sa sortie, elles ont une nouvelle fois réussi à dépasser leur record, alors qu'elles avaient vendues 113 611 copies de Twicecoaster: Lane 2 en une semaine, elles ont réussi à vendre 114 245 copies de Signal dans le même laps de temps, établissant ainsi un nouveau record,,.
Le 26 mai, le clip vidéo de leur chanson phare, TT  atteint les deux cents millions de vues sur YouTube, Twice devient ainsi le seul groupe féminin de K-Pop à posséder un clip vidéo au-dessus des deux cents millions de vues. Mais le record va plus loin, en effet, le groupe ayant atteint les deux cents millions de vues le plus rapidement était BigBang avec Bang Bang Bang en cinq-cent-quatre-vingt-dix jours, soit un an et sept mois. Twice a brisé ce record puisqu’il a suffi de deux cent quatorze jours, soit sept mois, à TT pour dépasser les deux cents millions de vues, tout en sachant que le groupe féminin a débuté il y a moins de deux ans.
Pour préparer ses débuts au Japon, le groupe a dévoilé les différentes pochettes de leur premier extended play. Tous les membres de « Once Japan », le fan club japonais officiel du groupe, seront invités au concert Touchdown in Japan qui aura lieu le 2 juillet au Tokyo Metropolitan Gymnasium. Une semaine avant la sortie de l'extended play, Twice met en ligne le clip vidéo japonais de TT pour donner aux fans un avant-goût. Dès sa sortie, #Twice a atteint la première place sur l'Oricon Chart et s’est vendu à près de 50 000 exemplaires, il a suffi de quatre jours pour que le groupe atteigne les 100 953 copies vendues, prouvant une nouvelle fois la popularité du groupe féminin au Japon, toutefois inférieure au succès des idoles locales dont les ventes d'album peuvent largement dépasser le million de copies, ajouté à cela la représentation musicale japonaise tenu par le groupe et qui a rassemblé 15 000 fans au total. En une semaine, l’extended play de Twice s’est vendu à plus de 136 000 copies en une semaine, mais la totalité des ventes de cet opus partout dans le monde a atteint les 210 000 copies en tout juste sept jours. La Tower Records de Shibuya s’est notamment retrouvée à court de stock d’extended plays à vendre par rapport à la demande des fans, prouvant une nouvelle fois la popularité de Twice. Le 25 juillet, d'après l'Oricon Chart, #Twice a dépassé les 200 000 copies d’extended plays vendues au Japon. Malgré sa sortie en juin, le mini album est toujours dans le top dix de l'Oricon Daily Album Chart. L'opus a notamment battu le record de l’extended play de K-pop le plus vendu en une semaine au Japon depuis début 2016. Le 6 octobre, le girl group a sorti une nouvelle chanson japonaise, intitulé One More Time, extraite du single du même nom qui sortira le 18 octobre, a tout de même pris la première place sur le Line Music Chart.
Le 25 septembre, JYP Entertainment a annoncé que le groupe fera son retour fin octobre, en rajoutant cependant que la date n'a pas encore été fixé. Par ailleurs, il avait été révélé au début du mois qu'elles avaient tourné leur nouveau clip vidéo au Canada. Twice a sorti son premier album studio sud-coréen, Twicetagram, le 30 octobre avec son single intitulé Likey. Likey a été composé par Black Eyed Pilseung et Jeon Gun. C'est la quatrième collaboration du groupe avec Black Eyed Pilseung. Plusieurs compositeurs et auteurs-compositeurs ont participé à l'album studio, y compris les membres de Twice comme paroliers et Hyerim, ancienne membre de Wonder Girls, qui a co-composé le huitième titre intitulé Look at Me. La réédition de Twicetagram ayant pour thème Noël, intitulée Merry & Happy, ainsi que sa chanson titre Heart Shaker sont sorties le 11 décembre.
Le groupe doit faire sa première apparition[source secondaire souhaitée] dans l'émission musicale annuelle de fin d'année la plus populaire au Japon, Kōhaku Uta Gassen, produit par la chaîne NHK. L'événement s'est déroulé au NHK Hall le 31 décembre, où Twice a interprété TT en japonais. C'est le premier artiste sud-coréen à participer à l'événement au cours des six dernières années et le quatrième groupe de K-pop après TVXQ, Kara et Girls' Generation[pertinence contestée].

### 2018: nouvelles tournées

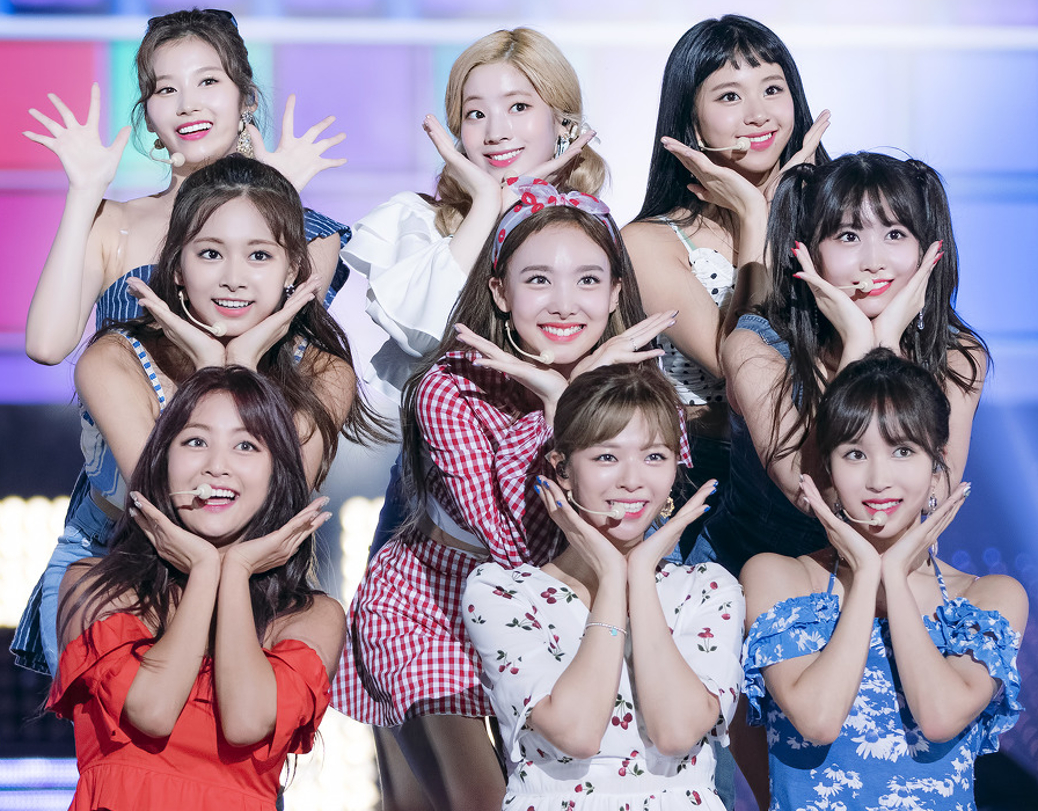
Twice en concert en 2018

Le deuxième single japonais de Twice intitulé Candy Pop, a été pré-publié le 12 janvier et le CD du single est officiellement sorti le 7 février. Le groupe a également entamé sa première tournée au Japon intitulée Twice Showcase Live Tour 2018 "Candy Pop", à partir du 19 janvier dans la préfecture d'Aichi. Elles ont sorti leur quatrième extended play, What Is Love? le 9 avril avant de faire une autre tournée, intitulée Twice 2nd Tour: Twiceland Zone 2 - Fantasy Park.
Twice a par ailleurs fait une reprise d'I Want You Back des Jackson 5 en tant que chanson-thème de l'adaptation cinématographique japonaise de Sensei Kunshu.
Le 12 septembre, Twice a sorti son premier album studio japonais, BDZ. Son premier single du même nom a été pré-publié en tant que single numérique le 17 août. Elle sera suivie de leur tournée Twice 1st Arena Tour 2018 "BDZ", et d'une réédition le 26 décembre avec comme chanson principale une ballade nommée Stay by My Side.
Le 5 novembre, elles sortent leur sixième extended play Yes or Yes avec sa chanson principale du même nom. La chanson est un succès, atteignant la première place dans certains classements Le 12 décembre, une réédition de ce même extended play appelé The Best Thing I Ever Did sort.

### 2019: tournée mondiale
Le 22 avril, Twice sortent le extended play, Fancy You, avec comme chanson principale Fancy, qui battra très vite leur ancien record de vues durant les vingt-quatre premières heures. La chanson est nommée dans la catégorie « Song of the Year » (« Chanson de l'Année ») de Mnet.

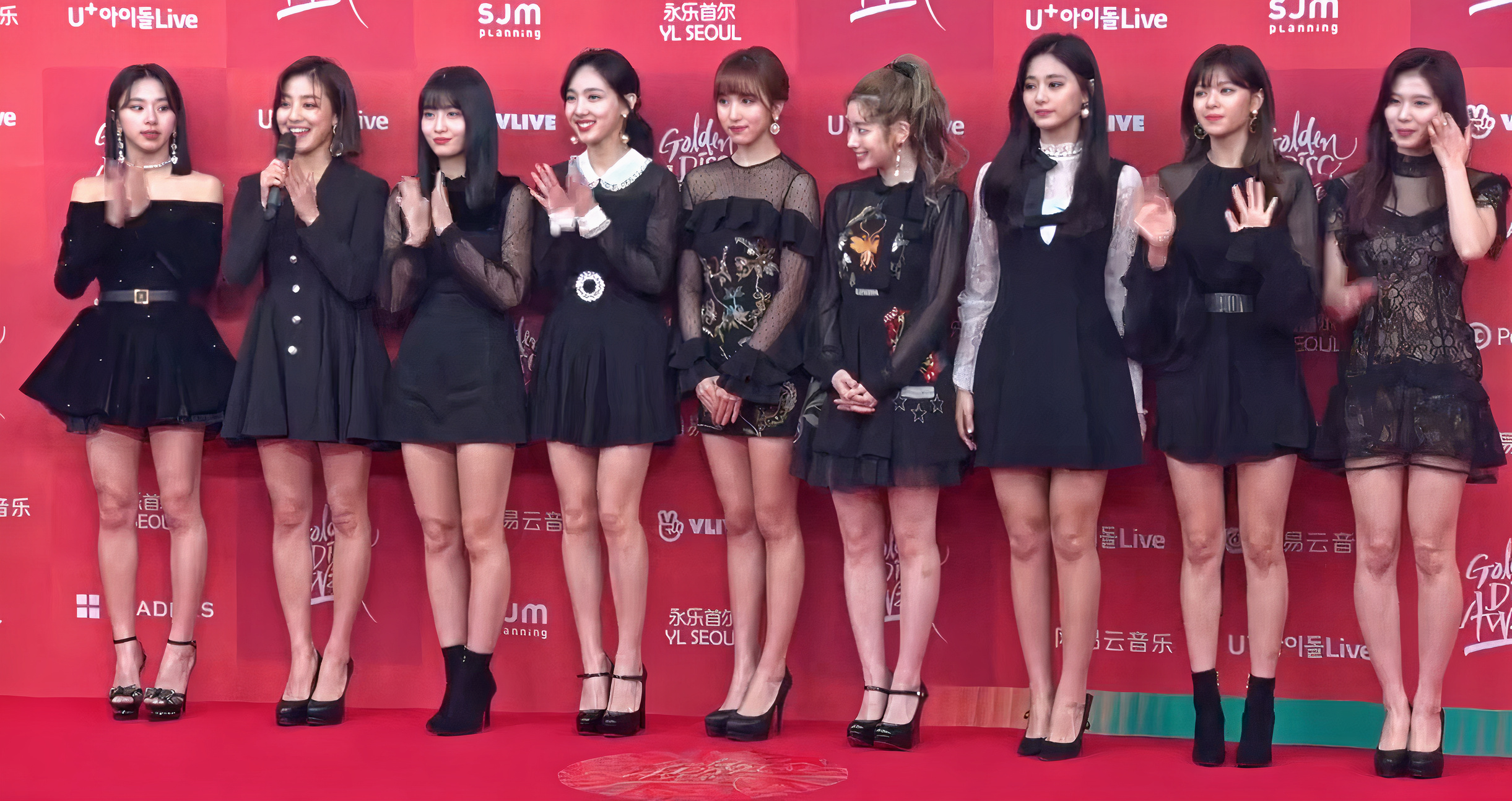
Twice en janvier 2019

Le 23 septembre, Twice sort son nouveau extended play, Feel Special avec la chanson principale du même nom. Le clip vidéo de Feel Special a atteint les plus de cent millions de vues le 15 octobre, devenant leur single le plus rapide à atteindre ce chiffre. 
Le groupe sort son deuxième album studio japonais intitulé &Twice le 19 novembre. L'album studio inclut les deux singles Happy Happy et Breakthrough qui étaient déjà sortis en juin, ainsi qu'un nouveau single avec un clip vidéo, Fake & True. L'album studio débute à la première place du Oricon Weekly Album chart avec plus de 124 000 copies vendues.

### 2020: promotion américaine
Le 5 février, une réédition de &Twice sort avec plusieurs nouvelles chansons[source insuffisante].
Durant l'année, Twice signe avec la compagnie de disques américaine Republic Records.
Durant le printemps, les membres travaillent pour la sortie d'un nouvel extended play prévu pour le mois de juin, avec le retour de Mina et ayant pour objectif un treizième hit consécutif. Il s'agit de leur neuvième extended play intitulé More & More qui sortit le 1er juin avec la chanson principale du même nom.
Le 26 octobre, le groupe sort son album studio intitulé Eyes Wide Open, comprenant la chanson principale I Can't Stop Me. Il s'agit du deuxième album studio après Twicetagram, ce dernier étant paru en 2017.

### 2021: pause de Jeongyeon etThe Feels
Le 20 avril 2021, Twice diffuse le clip de leur nouveau single japonais, "Kura Kura", dont la sortie a eu lieu le 12 mai.
Une semaine plus tard, la chanson Cry for Me est présentée pendant l'émission de variétés américaine The Kelly Clarkson Show, dans le but de faire la promotion de l'album comprenant cette chanson qui sortira en juin.
Le 3 mai, le groupe annonce la sortie de leur dixième mini-album , intitulé Taste of Love qui sera mis en vente le 11 juin. Le titre principal de l'album, Alcohol-Free, est diffusé le 9 juin. Le groupe en fera la promotion entre autres sur le plateau de l'émission de variétés américaine The Ellen DeGeneres Show.
Le 19 mai, Twice déclare la sortie d'un nouvel album japonais, intitulé Perfect World, dont la sortie a lieu le 28 juillet. Il s'agit du troisième album studio du groupe après BDZ et &Twice, respectivement parus en 2018 et en 2019.
Le 18 août, JYP Entertainment annonce par un communiqué que Jeongyeon met en pause sa carrière pour une durée indéterminée à la suite de problèmes de panique et d'anxiété psychologique dont elle est sujette. Il s'agit de la deuxième pause pour la chanteuse en moins d'un an, la première ayant eu lieu en octobre 2020 et étant également causée par des problèmes d'anxiété.
Le 1er octobre, Twice sort The Feels, son premier single officiel entièrement en anglais. Le clip vidéo se termine par l'annonce d'un troisième album studio, prévu pour le mois de novembre, et d'une tournée. La promotion de The Feels se fait essentiellement aux États-Unis, par des apparitions dans les émissions de télévision américaines The Tonight Show Starring Jimmy Fallon et GMA3: What You Need To Know. La chanson est la première du groupe à être classée dans le Billboard Hot 100.
Le troisième album en coréen du groupe, Formula of Love: O+T=<3, sort le 12 novembre, tout comme le clip Scientist. Jeongyeon résume sa carrière ce même jour, à Music Bank.
Peu après la sortie du single The Feels, le groupe annonce la sortie d'un neuvième single japonais : Doughnut, prévue pour le 15 décembre.
Twice entame une nouvelle tournée mondiale, intitulée Twice 4th World Tour ‘III’, le 25 et le 26 décembre 2021 à Séoul,. Jeongyeon ne participe pas à ces deux premiers concerts pour des raisons de santé.

### 2022: tournée mondiale et activités solo
La tournée se poursuit au cours de la première moitié de 2022 aux États-Unis et au Japon. Twice devient le premier groupe féminin étranger à se produire 3 jours de suite au Tokyo Dome, et par la même occasion le deuxième groupe féminin au monde à y arriver.
Le 16 mars, le groupe sort l'extended play japonais #TWICE4.
Une chanson japonaise intitulée Just Be Yourself sort le 21 mars. Celle-ci est utilisée dans une campagne publicitaire, à laquelle Twice participe, pour la marque de produits d'hygiène LUX.
Le 17 mai, chaque membre du groupe ouvre son propre compte sur Instagram. Auparavant il n'existait qu'un unique compte pour l'ensemble du groupe sur le réseau social. Le lendemain il est annoncé que Nayeon prévoyait de sortir un extended play le 24 juin. Nommé IM NAYEON, il s'agit du premier projet d'un membre de Twice en solo.
Le 12 juillet, JYP Entertainment annonce que toutes les membres de Twice ont renouvelé leur contrat avec l'agence. Le contrat initial arrivait à expiration en fin d'année 2022.
Le 27 juillet, le groupe sort son quatrième album japonais Celebrate, à l'occasion du cinquième anniversaire de ses débuts au Japon.
Twice sort leur onzième extended play Between 1&2, ainsi que le clip de la chanson titre Talk that Talk, le 26 août. L'album arrive en troisième position du Billboard 200 et en première position des classements Top Album Sales et World Albums de Billboard. Le groupe atteint à cette occasion la première position du classement Billboard Artist 100, pour la première fois.
En 2022, la popularité de Twice n’a fait que croître aux États-Unis. Ce qui témoigne de cela est le fait que Twice a été le groupe féminin le plus écouté de l’année sur le Spotify américain. Mais également, que Twice est le groupe féminin ayant vendu le plus d’albums aux États-Unis en 2022.

### 2023: popularité aux États-Unis
L'année 2023 commence avec la sortie de Moonlight Sunrise le 20 janvier. Il s'agit d'un single de pré-sortie en anglais qui apparaîtra sur leur prochain extended play.
Une nouvelle tournée mondiale est annoncée le 21 février sous le nom Ready To Be. Les dates de la première partie de la tournée, qui se déroule d'avril à juillet, sont dévoilées en même temps. Les concerts annoncés concernent la Corée du Sud, l'Australie, le Japon, les États-Unis et le Canada. Twice se produit dans des stades tels que le SoFi Stadium, le MetLife Stadium, le Stade Ajinomoto ou encore le Stade Nagai, affichant une ampleur encore supérieure aux tournées précédentes.
Le 10 mars, Twice sort leur douzième extended play également nommé Ready To Be. Il contient notamment la chanson titre Set Me Free et le single de pré-sortie Moonlight Sunrise. Pour la première fois, Twice se déplace aux États-Unis afin de promouvoir activement leur nouvel extended play dès sa sortie. C'est ainsi que le groupe apparaît dans l'émission The Tonight Show Starring Jimmy Fallon et y effectue une prestation de Set Me Free en avant-première. Elles assistent également à la cérémonie Billboard Women in Music (en) où elles reçoivent le prix de Breakthrough Artist et participent à l'émission The Kelly Clarkson Show. Ready To Be arrive en première position du classement Top Album Sales de Billboard et à la deuxième place du Billboard 200.
La deuxième partie de la tournée Ready To Be est annoncée le 24 avril. Singapour, le Royaume-Uni, la France, l'Allemagne, la Thaïlande et les Philippines sont ainsi ajoutés à la liste des pays visités dans le cadre de la tournée. L'ensemble de ces concerts ont lieu en septembre 2023.
Le 31 mai, le groupe publie son dixième single japonais Hare Hare.
Au cours de l'année, Twice devient le premier groupe féminin de K-pop à avoir vendu un million d'albums aux États-Unis.
La sous-unité MiSaMo fait ses débuts le 26 juillet avec un extended play japonais, Masterpiece et sa chanson titre Do not touch. 
Jihyo sort son premier extended play solo le 18 août, Zone, avec pour chanson titre Killin' me good.
Le 29 août, la tournée Ready To Be est de nouveau étendue avec l'annonce de concerts allant jusqu'en février 2024. L'Indonésie, le Mexique et le Brésil font désormais partie des pays concernés par cette tournée.
Twice sort Dance Again le 12 décembre. Il s'agit d'une chanson japonaise réalisée en collaboration avec l'entreprise de distribution FamilyMart à des fins promotionnelles.

### 2024
L'année 2024 commence avec la sortie du single I Got You le 2 février, faisant office de pré-sortie pour l'extended play With YOU-th. Ce dernier, qui est le treizième extended play du groupe, sort le 23 février.
With YOU-th rencontre un certain succès notamment aux États-Unis, puisqu'il devient le premier album de Twice à atteindre la première place du classement Billboard 200.
Twice sort leur cinquième album studio japonais Dive le 17 juillet.
La tournée Ready To Be se termine avec de nouvelles représentations au Japon en juillet, dont deux au Stade Nissan. Twice devient alors le premier groupe féminin étranger à se produire dans ce stade. Au total, 1,5 million de spectateurs ont assisté à la tournée.

## Membres
| Nom de scène | Nom de scène | Nom de naissance                 | Nom de naissance   | Date de naissance | Nationalité  | Positions,                                  |
| Romanisé     | Coréen       | Romanisé                         | Cor./jpn./chi.     | Date de naissance | Nationalité  | Positions,                                  |
| ------------ | ------------ | -------------------------------- | ------------------ | ----------------- | ------------ | ------------------------------------------- |
| Nayeon       | 나연         | Im Na-yeon                       | 임나연             | 22 septembre 1995 | Sud-coréenne | Chanteuse, centre, unnie (la plus âgée)     |
| Jeongyeon    | 정연         | Yu Gyeong-Wan puis Yu Jeong-yeon | 유경완 puis 유정연 | 1er novembre 1996 | Sud-coréenne | Chanteuse                                   |
| Momo         | 모모         | Hirai Momo                       | 平井 もも          | 9 novembre 1996   | Japonaise    | Danseuse, chanteuse                         |
| Sana         | 사나         | Minatozaki Sana                  | 湊崎 紗夏          | 29 décembre 1996  | Japonaise    | Chanteuse                                   |
| Jihyo        | 지효         | Park Ji-soo puis Park Ji-hyo     | 박지수 puis 박지효 | 1er février 1997  | Sud-coréenne | Leader, chanteuse principale                |
| Mina         | 미나         | Myoui Mina                       | 名井 南            | 24 mars 1997      | Japonaise    | Danseuse principale, chanteuse              |
| Dahyun       | 다현         | Kim Da-hyun                      | 김다현             | 28 mai 1998       | Sud-coréenne | Rappeuse, danseuse                          |
| Chaeyoung    | 채영         | Son Chae-young                   | 손채영             | 23 avril 1999     | Sud-coréenne | Rappeuse, chanteuse                         |
| Tzuyu        | 쯔위         | Chou Tzuyu                       | 周子瑜,            | 14 juin 1999      | Taïwanaise   | Danseuse, chanteuse, maknae (la plus jeune) |

## Discographie

### Albums studio

#### Sud-coréens
- 2017 : Twicetagram
- 2020 : Eyes Wide Open
- 2021 : Formula of Love: O+T=<3
- 2025 : This Is For

#### Japonais
- 2018 : BDZ
- 2019 : &Twice
- 2021 : Perfect World
- 2022 : Celebrate
- 2024 : Dive

### Mini-albums (EP)
- 2015 : The Story Begins
- 2016 : Page Two
- 2016 : Twicecoaster : Lane 1
- 2017 : Signal
- 2018 : What Is Love ?
- 2018 : Yes or Yes
- 2019 : Fancy You
- 2019 : Feel Special
- 2020 : More & More
- 2021 : Taste of Love
- 2022 : Between 1&2
- 2023 : Ready To Be
- 2024 : With You-th
- 2024 : Strategy

### Rééditions
- 2017 : Twicecoaster : Lane 2
- 2017 : Merry & Happy
- 2018 : Summer Nights
- 2018 : The Year of "Yes"

## Tournées

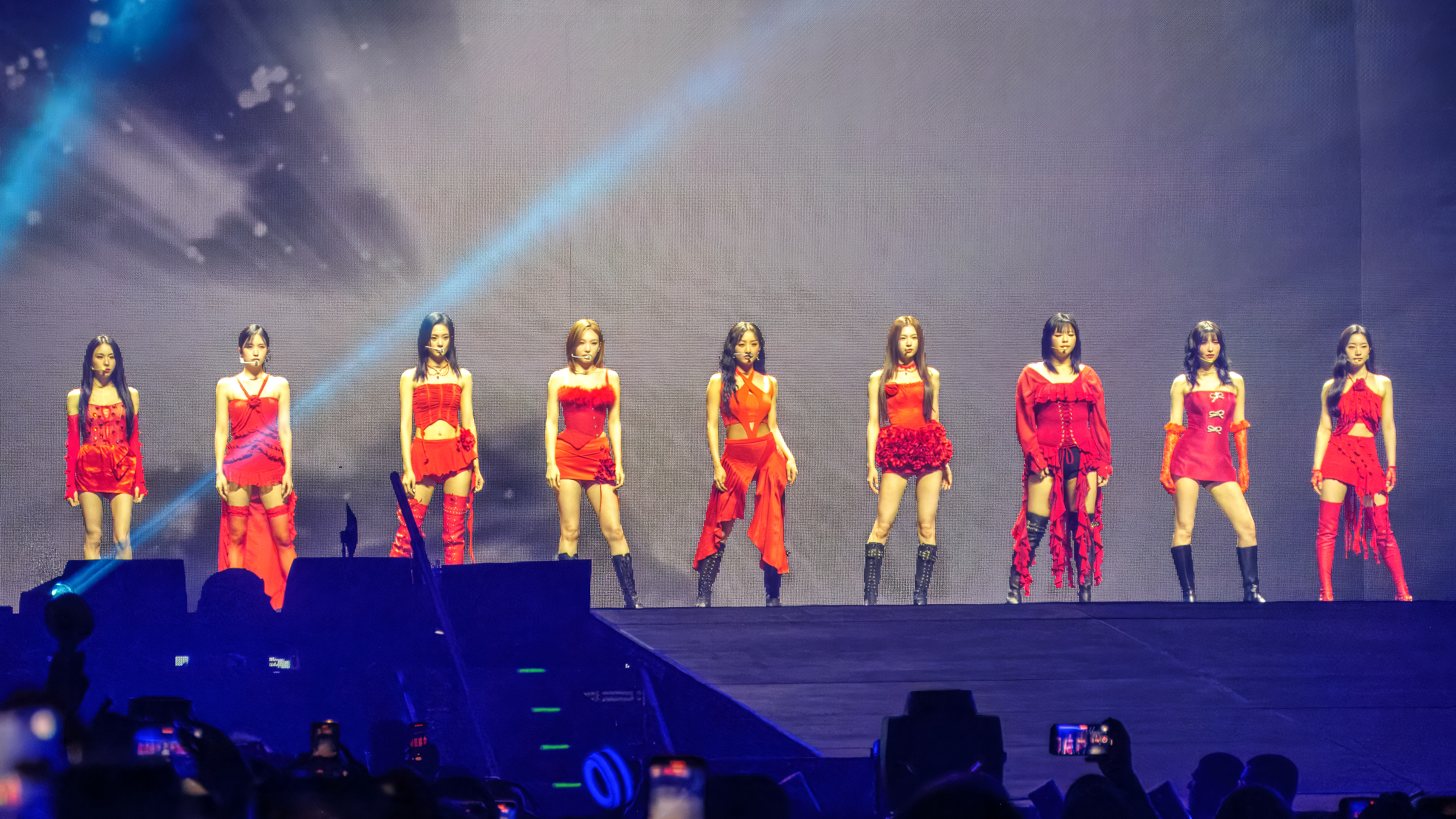
Twice sur scène à Las Vegas en mars 2024.

### Asiatiques
- 2017 : Twice 1st Tour : Twiceland - The Opening
- 2018 : Twice 2nd Tour : Twiceland Zone 2 - Fantasy Park

### Japonaises
- 2018 : Twice Showcase Live Tour "Candy Pop"
- 2018 : Twice Arena Tour "DBZ"
- 2019 : Twice Dome Tour "#Dreamday"

### Mondiales
- 2019–2020 : Twice World Tour ‘Twicelights’
- 2022 : Twice 4th World Tour ‘III’
- 2023–2024 : Twice 5th World Tour ‘Ready To Be’

## Vidéographie

### Dramas
| Année | Titre        | Chaîne | Membre(s) | Note(s)                | Réf.              |
| ----- | ------------ | ------ | --------- | ---------------------- | ----------------- |
| 2012  | Dream High 2 | KBS 2  | Nayeon    | Caméo dans l'épisode 2 | [réf. nécessaire] |

## Récompenses et nominations

### Music Awards

#### Asia Artist Awards
| Année | Catégorie                                | Travail nommé | Résultat   | Réf.    |
| ----- | ---------------------------------------- | ------------- | ---------- | ------- |
| 2016  | Popularity Award – Singer                | Twice         | Nomination | [ 116 ] |
| 2016  | Best Artist Award – Singer               | Twice         | Lauréat    | [ 116 ] |
| 2017  | Popularity Award – Singer                | Twice         | Nomination |         |
| 2018  | Popularity Award – Singer                | Twice         | Nomination | [ 117 ] |
| 2018  | Fabulous Award – Singer                  | Twice         | Lauréat    | [ 117 ] |
| 2018  | Artist of the Year – Music               | Twice         | Lauréat    | [ 117 ] |
| 2018  | Best Artist Award – Singer               | Twice         | Lauréat    | [ 117 ] |
| 2019  | Popularity Award – Singer                | Twice         | Nomination | ,       |
| 2019  | Best Social Artist Award – Music         | Twice         | Lauréat    | ,       |
| 2019  | StarNews Popularity Award – Female Group | Twice         | Nomination | ,       |
| 2019  | Singer of the Year (Daesang)             | Twice         | Lauréat    | ,       |
| 2020  | Popularity Award – Singer                | Twice         | Lauréat    | [ 120 ] |
| 2020  | Artist of the Year (Daesang)             | Twice         | Lauréat    | [ 120 ] |
| 2021  | RET Popularity Award - Female Group      | Twice         | Lauréat    | [ 121 ] |

#### Gaon Chart Music Awards
| Année | Catégorie                                         | Travail nommé          | Résultat   | Réf.              |
| ----- | ------------------------------------------------- | ---------------------- | ---------- | ----------------- |
| 2016  | New Artist of the Year                            | Twice                  | Nomination | [ 122 ]           |
| 2017  | Album of the Year – 2nd Quarter                   | Page Two               | Nomination | [réf. nécessaire] |
| 2017  | Song of the Year – April                          | Cheer Up               | Lauréat    | [ 123 ]           |
| 2017  | Song of the Year – October                        | TT                     | Lauréat    | [ 124 ]           |
| 2018  | Album of the Year – 1st Quarter                   | Twicecoaster: Lane 2   | Nomination | [ 125 ]           |
| 2018  | Album of the Year – 2nd Quarter                   | Signal                 | Nomination | [ 125 ]           |
| 2018  | Album of the Year – 4th Quarter                   | Twicetagram            | Nomination | [ 125 ]           |
| 2018  | Song of the Year – February                       | "Knock Knock"          | Lauréat    | ,                 |
| 2018  | Song of the Year – May                            | "Signal"               | Nomination | ,                 |
| 2018  | Song of the Year – October                        | "Likey"                | Nomination | ,                 |
| 2018  | Song of the Year – December                       | "Heart Shaker"         | Lauréat    | ,                 |
| 2018  | Album of the Year – 2nd Quarter                   | What Is Love?          | Nomination | [ 128 ]           |
| 2018  | Album of the Year – 3rd Quarter                   | Summer Nights          | Nomination | [ 128 ]           |
| 2018  | Album of the Year – 4th Quarter                   | Yes or Yes             | Nomination | [ 128 ]           |
| 2018  | Song of the Year – April                          | "What Is Love?"        | Lauréat    | ,                 |
| 2018  | Song of the Year – July                           | "Dance the Night Away" | Lauréat    | ,                 |
| 2018  | Song of the Year – November                       | "Yes or Yes"           | Nomination | ,                 |
| 2020  | Album of the Year – 2nd Quarter                   | Fancy You              | Nomination | [ 131 ]           |
| 2020  | Album of the Year – 3rd Quarter                   | Feel Special           | Nomination | [ 131 ]           |
| 2020  | Song of the Year – April                          | "Fancy"                | Nomination | [ 132 ]           |
| 2021  | Artist of the Year – Digital Music – June         | More & More            | Nomination | ,                 |
| 2021  | Artist of the Year – Physical Album – 3rd Quarter | More & More            | Nomination | ,                 |
| 2022  | Artist of the Year – Digital Music – June         | Alcohol-Free           | Nomination | ,                 |
| 2022  | Artist of the Year – Digital Music – November     | Scientist              | Lauréat    | ,                 |

#### Golden Disk Awards
| Année | Catégorie                                   | Travail nommé         | Résultat   | Réf.              |
| ----- | ------------------------------------------- | --------------------- | ---------- | ----------------- |
| 2016  | Rookie of the Year Award                    | Twice                 | Lauréat    | ,                 |
| 2016  | Popularity Award                            | Twice                 | Nomination | ,                 |
| 2016  | Global Popularity Award                     | Twice                 | Nomination | ,                 |
| 2017  | Digital Daesang                             | Cheer Up              | Lauréat    | [réf. nécessaire] |
| 2017  | Digital Bonsang                             | Cheer Up              | Lauréat    | [réf. nécessaire] |
| 2017  | Disk Bonsang                                | Twicecoaster : Lane 1 | Nomination | [réf. nécessaire] |
| 2017  | Popularity Award                            | Twice                 | Nomination | [réf. nécessaire] |
| 2017  | Asian Choice Popularity Award               | Twice                 | Nomination | [réf. nécessaire] |
| 2018  | Album Daesang                               | Twicetagram           | Nomination | [ 140 ]           |
| 2018  | Album Bonsang                               | Twicetagram           | Lauréat    | [ 140 ]           |
| 2018  | Digital Daesang                             | Knock Knock           | Nomination | [ 140 ]           |
| 2018  | Digital Bonsang                             | Knock Knock           | Lauréat    | [ 140 ]           |
| 2018  | CeCi Asia Icon Award                        | Twice                 | Lauréat    | [ 140 ]           |
| 2018  | Genie Popularity Award                      | Twice                 | Nomination | [ 140 ]           |
| 2018  | Global Popularity Award                     | Twice                 | Nomination | [ 140 ]           |
| 2019  | Album Daesang                               | What Is Love ?        | Nomination | [ 141 ]           |
| 2019  | Album Bonsang                               | What Is Love ?        | Lauréat    | [ 141 ]           |
| 2019  | Digital Daesang                             | Heart Shaker          | Nomination | [ 141 ]           |
| 2019  | Digital Bonsang                             | Heart Shaker          | Lauréat    | [ 141 ]           |
| 2019  | Popularity Award                            | Twice                 | Nomination | [ 141 ]           |
| 2019  | NetEase Music Global Star Popularity Award  | Twice                 | Nomination | [ 141 ]           |
| 2020  | Album Daesang                               | Feel Special          | Nomination | [ 142 ]           |
| 2020  | Album Bonsang                               | Feel Special          | Lauréat    | [ 142 ]           |
| 2020  | Digital Daesang                             | Yes or Yes            | Nomination | [ 142 ]           |
| 2020  | Digital Bonsang                             | Yes or Yes            | Lauréat    | [ 142 ]           |
| 2020  | Cosmopolitan Artist Award                   | Twice                 | Lauréat    | [ 142 ]           |
| 2020  | Popularity Award                            | Twice                 | Nomination | [ 142 ]           |
| 2020  | NetEase Music Fans' Choice K-pop Star Award | Twice                 | Nomination | [ 142 ]           |
| 2021  | Album Daesang                               | More & More           | Nomination | [ 143 ]           |
| 2021  | Album Bonsang                               | More & More           | Lauréat    | [ 144 ]           |
| 2021  | Digital Song Daesang                        | More & More           | Nomination | [ 143 ]           |
| 2021  | Digital Song Bonsang                        | More & More           | Nomination | [ 143 ]           |
| 2021  | NetEase Music Fans' Choice K-pop Star Award | Twice                 | Nomination | [ 143 ]           |
| 2022  | Digital Song Bonsang                        | Alcohol-Free          | Nomination | ,                 |
| 2022  | Album Bonsang                               | Taste of Love         | Nomination | ,                 |
| 2023  | Album Bonsang                               | Between 1&2           | Nomination | ,                 |

#### Mnet Asian Music Awards
| Année | Catégorie                             | Travail nommé  | Résultat   | Réf.    |
| ----- | ------------------------------------- | -------------- | ---------- | ------- |
| 2015  | Best New Female Artist                | Twice          | Lauréat    | [ 149 ] |
| 2015  | UnionPay Artist of the Year           | Twice          | Nomination | [ 150 ] |
| 2016  | Best Female Group                     | Twice          | Lauréat    |         |
| 2016  | Artist of the Year                    | Twice          | Nomination |         |
| 2016  | Song of The Year                      | Cheer Up       | Lauréat    |         |
| 2016  | Album of the Year                     | Page Two       | Nomination |         |
| 2017  | Best Female Group                     | Twice          | Nomination |         |
| 2017  | Artist of the Year                    | Twice          | Nomination |         |
| 2017  | Best Dance Performance - Female Group | Signal         | Lauréat    |         |
| 2017  | Best Music Video                      | Signal         | Nomination |         |
| 2017  | Song of The Year                      | Signal         | Lauréat    |         |
| 2017  | Album of the Year                     | Signal         | Nomination |         |
| 2018  | Worldwide Fans' Choice Top 10         | Twice          | Lauréat    |         |
| 2018  | Best Female Group                     | Twice          | Lauréat    |         |
| 2018  | Artist of the Year                    | Twice          | Nomination |         |
| 2018  | Favorite Female Dance Artist          | Twice          | Lauréat    |         |
| 2018  | Best Dance Performance - Female Group | What Is Love ? | Lauréat    |         |
| 2018  | Best Music Video Award                | What Is Love ? | Nomination |         |
| 2018  | Song Of The Year                      | What Is Love ? | Lauréat    |         |
| 2018  | Album of the Year                     | What Is Love ? | Nomination |         |
| 2019  | Worldwide Fans' Choice Top 10         | Twice          | Lauréat    |         |
| 2019  | Qoo10 Favorite Female Artist          | Twice          | Lauréat    |         |
| 2019  | Best Female Group                     | Twice          | Lauréat    |         |
| 2019  | Artist of the Year                    | Twice          | Nomination |         |
| 2019  | Best Dance Performance - Female Group | Fancy          | Lauréat    |         |
| 2019  | Song of The Year                      | Fancy          | Nomination |         |
| 2019  | Album of the Year                     | Fancy You      | Nomination |         |
| 2020  | Worldwide Fans' Choice Top 10         | Twice          | Lauréat    |         |
| 2020  | Best Female Group                     | Twice          | Nomination |         |
| 2020  | The Most Popular Artist               | Twice          | Lauréat    |         |
| 2020  | Artist of the Year                    | Twice          | Nomination |         |
| 2020  | Best Dance Performance - Female Group | More & More    | Nomination |         |
| 2020  | Song of The Year                      | More & More    | Nomination |         |
| 2021  | Worldwide Fans' Choice Top 10         | Twice          | Lauréat    | ,       |
| 2021  | Best Female Group                     | Twice          | Lauréat    | ,       |
| 2021  | TikTok Artist of the Year             | Twice          | Nomination | ,       |
| 2021  | TikTok Song of the Year               | Alcohol-Free   | Nomination | ,       |
| 2021  | Best Dance Performance - Female Group | Alcohol-Free   | Nomination | ,       |
| 2022  | Best Female Group                     | Twice          | Nomination | ,       |
| 2022  | Worldwide Fans' Choice Top 10         | Twice          | Nomination | ,       |
| 2023  | Worldwide Fans' Choice Top 10         | Twice          | Lauréat    | [ 156 ] |
| 2023  | Best Female Group                     | Twice          | Nomination | [ 156 ] |

#### Naver V App Awards
| Année | Catégorie                    | Travail nommé | Résultat | Réf.              |
| ----- | ---------------------------- | ------------- | -------- | ----------------- |
| 2016  | V Refreshing Youngster Award | Twice         | Lauréat  | [réf. nécessaire] |

#### Philippine K-pop Awards
| Année | Catégorie                 | Travail nommé | Résultat | Réf.    |
| ----- | ------------------------- | ------------- | -------- | ------- |
| 2015  | Female Rookie of the Year | Twice         | Lauréat  | [ 157 ] |

#### Seoul Music Awards
| Année | Catégorie            | Travail nommé              | Résultat   | Réf.    |
| ----- | -------------------- | -------------------------- | ---------- | ------- |
| 2015  | Bonsang Award        | Like Ooh-Ahh (Ooh-Ahh하게) | Nomination | [ 158 ] |
| 2015  | New Artist Award     | Twice                      | Nomination | [ 158 ] |
| 2015  | Popularity Award     | Twice                      | Nomination | [ 158 ] |
| 2015  | Hallyu Special Award | Twice                      | Nomination | [ 158 ] |

#### Soribada Best K-Music Awards
| Année | Catégorie                  | Travail nommé | Résultat   |
| ----- | -------------------------- | ------------- | ---------- |
| 2017  | Digital Daesang            | Twice         | Lauréat    |
| 2017  | Bonsang Award              | Twice         | Lauréat    |
| 2017  | Popularity Award           | Twice         | Nomination |
| 2018  | Digital Daesang            | Twice         | Lauréat    |
| 2018  | Bonsang Award              | Twice         | Lauréat    |
| 2018  | Female Popularity Award    | Twice         | Nomination |
| 2018  | Global Fandom Award        | Twice         | Nomination |
| 2019  | Music Of The Year          | Twice         | Lauréat    |
| 2019  | Popularity Award           | Twice         | Lauréat    |
| 2019  | Bonsang Award              | Twice         | Lauréat    |
| 2020  | Artist of the Year         | Twice         | Lauréat    |
| 2020  | Bonsang                    | Twice         | Lauréat    |
| 2020  | Favorite Female Bias Award | Twice         | Lauréat    |

#### Philippine K-pop Awards
| Année | Catégorie                 | Travail nommé | Résultat | Réf.    |
| ----- | ------------------------- | ------------- | -------- | ------- |
| 2015  | Female Rookie of the Year | Twice         | Lauréat  | [ 157 ] |

#### Naver V App Awards
| Année | Catégorie                    | Travail nommé | Résultat | Réf.              |
| ----- | ---------------------------- | ------------- | -------- | ----------------- |
| 2016  | V Refreshing Youngster Award | Twice         | Lauréat  | [réf. nécessaire] |

#### MTV Europe Music Awards
| Année | Catégorie                | Travail nommé | Résultat   | Réf.    |
| ----- | ------------------------ | ------------- | ---------- | ------- |
| 2016  | Best Korean Act          | Twice         | Nomination |         |
| 2022  | Meilleur.e artiste K-pop | Twice         | Nomination | [ 159 ] |

#### MTV Video Music Awards
| Année | Catégorie  | Travail nommé | Résultat   | Réf.    |
| ----- | ---------- | ------------- | ---------- | ------- |
| 2022  | Best K-pop | The Feels     | Nomination | [ 160 ] |

#### Spotify Awards
| Année | Catégorie                             | Travail nommé | Résultat   |
| ----- | ------------------------------------- | ------------- | ---------- |
| 2020  | Most Listened to K-Pop Artist: Female | Twice         | Nomination |

#### Genie Music Awards
| Année | Catégorie               | Travail nommé | Résultat   | Réf. |
| ----- | ----------------------- | ------------- | ---------- | ---- |
| 2022  | Best Female Performance | Twice         | Nomination | ,    |

#### Billboard Women in Music
| Année | Catégorie           | Travail nommé | Résultat | Réf.    |
| ----- | ------------------- | ------------- | -------- | ------- |
| 2023  | Breakthrough Artist | Twice         | Lauréat  | [ 163 ] |

### Programmes de classements musicaux
| Année | Émission musicale | Musique              | Nombre de victoire | Dates                                                         |
| ----- | ----------------- | -------------------- | ------------------ | ------------------------------------------------------------- |
| 2016  | M! Countdown      | Cheer Up             | 11                 | 5 mai, 19 mai, 26 mai                                         |
| 2016  | Music Bank        | Cheer Up             | 11                 | 6 mai, 20 mai, 27 mai, 3 juin, 10 juin                        |
| 2016  | Inkigayo          | Cheer Up             | 11                 | 8 mai, 22 mai, 29 mai                                         |
| 2016  | M! Countdown      | TT                   | 13                 | 3 novembre, 10 novembre                                       |
| 2016  | Music Bank        | TT                   | 13                 | 4 novembre, 11 novembre, 18 novembre, 25 novembre, 2 décembre |
| 2016  | Inkigayo          | TT                   | 13                 | 6 novembre, 13 novembre, 20 novembre                          |
| 2016  | The Show          | TT                   | 13                 | 1er novembre                                                  |
| 2016  | Show Champion     | TT                   | 13                 | 2 novembre                                                    |
| 2017  | Music Bank        | TT                   | 13                 | 6 janvier                                                     |
| 2017  | M! Countdown      | Knock Knock          | 9                  | 2 mars, 16 mars                                               |
| 2017  | Music Bank        | Knock Knock          | 9                  | 3 mars, 17 mars                                               |
| 2017  | Inkigayo          | Knock Knock          | 9                  | 5 mars, 12 mars, 19 mars                                      |
| 2017  | The Show          | Knock Knock          | 9                  | 7 mars,                                                       |
| 2017  | Show Champion     | Knock Knock          | 9                  | 8 mars                                                        |
| 2017  | M! Countdown      | Signal               | 12                 | 25 mai, 1er juin                                              |
| 2017  | Music Bank        | Signal               | 12                 | 26 mai, 9 juin, 16 juin                                       |
| 2017  | Show! Music Core  | Signal               | 12                 | 27 mai, 3 juin                                                |
| 2017  | Inkigayo          | Signal               | 12                 | 28 mai, 4 juin, 11 juin                                       |
| 2017  | Show Champion     | Signal               | 12                 | 24 mai, 31 mai                                                |
| 2017  | M! Countdown      | Likey                | 7                  | 9 novembre, 16 novembre                                       |
| 2017  | Music Bank        | Likey                | 7                  | 10 novembre                                                   |
| 2017  | Inkigayo          | Likey                | 7                  | 12 novembre, 19 novembre, 26 novembre                         |
| 2017  | Show Champion     | Likey                | 7                  | 8 novembre                                                    |
| 2017  | M! Countdown      | Heart Shaker         | 9                  | 21 décembre, 28 décembre                                      |
| 2017  | Music Bank        | Heart Shaker         | 9                  | 22 décembre, 29 décembre                                      |
| 2017  | Show! Music Core  | Heart Shaker         | 9                  | 23 décembre                                                   |
| 2017  | Inkigayo          | Heart Shaker         | 9                  | 24 décembre, 31 décembre                                      |
| 2018  | Show! Music Core  | Heart Shaker         | 9                  | 13 janvier                                                    |
| 2018  | Inkigayo          | Heart Shaker         | 9                  | 7 janvier                                                     |
| 2018  | M! Countdown      | What Is Love?        | 12                 | 19 avril, 26 avril                                            |
| 2018  | Music Bank        | What Is Love?        | 12                 | 20 avril, 27 avril                                            |
| 2018  | Show! Music Core  | What Is Love?        | 12                 | 21 avril, 28 avril                                            |
| 2018  | Inkigayo          | What Is Love?        | 12                 | 22 avril, 29 avril, 6 mai                                     |
| 2018  | Show Champion     | What Is Love?        | 12                 | 18 avril, 25 avril, 2 mai                                     |
| 2018  | M! Countdown      | Dance The Night Away | 10                 | 19 juillet                                                    |
| 2018  | Music Bank        | Dance The Night Away | 10                 | 20 juillet, 3 août                                            |
| 2018  | Show! Music Core  | Dance The Night Away | 10                 | 21 juillet, 4 août, 11 août                                   |
| 2018  | Inkigayo          | Dance The Night Away | 10                 | 22 juillet, 29 juillet, 5 août                                |
| 2018  | Show Champion     | Dance The Night Away | 10                 | 18 juillet                                                    |
| 2018  | M! Countdown      | Yes or Yes           | 4                  | 15 novembre                                                   |
| 2018  | Inkigayo          | Yes or Yes           | 4                  | 18 novembre                                                   |
| 2018  | Show Champion     | Yes or Yes           | 4                  | 14 novembre, 21 novembre                                      |
| 2019  | M! Countdown      | Fancy                | 3                  | 2 mai                                                         |
| 2019  | Inkigayo          | Fancy                | 3                  | 5 mai                                                         |
| 2019  | Show Champion     | Fancy                | 3                  | 1er mai                                                       |
| 2019  | M! Countdown      | Feel Special         | 7                  | 3 octobre, 10 octobre                                         |
| 2019  | Music Bank        | Feel Special         | 7                  | 4 octobre                                                     |
| 2019  | Inkigayo          | Feel Special         | 7                  | 6 octobre, 13 octobre                                         |
| 2019  | Show Champion     | Feel Special         | 7                  | 2 octobre, 9 octobre                                          |
| 2020  | M! Countdown      | More & More          | 9                  | 11 juin                                                       |
| 2020  | Music Bank        | More & More          | 9                  | 12 juin, 19 juin                                              |
| 2020  | Show! Music Core  | More & More          | 9                  | 13 juin, 20 juin                                              |
| 2020  | Inkigayo          | More & More          | 9                  | 14 juin, 21 juin                                              |
| 2020  | Show Champion     | More & More          | 9                  | 10 juin, 17 juin                                              |
| 2020  | M! Countdown      | I Can't Stop Me      | 7                  | 5 novembre, 12 novembre                                       |
| 2020  | Music Bank        | I Can't Stop Me      | 7                  | 6 novembre                                                    |
| 2020  | Inkigayo          | I Can't Stop Me      | 7                  | 8 novembre, 15 novembre                                       |
| 2020  | Show Champion     | I Can't Stop Me      | 7                  | 4 novembre                                                    |
| 2021  | Inkigayo          | I Can't Stop Me      | 7                  | 3 janvier                                                     |
| 2021  | M! Countdown      | Alcohol-Free         | 4                  | 17 juin, 24 juin                                              |
| 2021  | Inkigayo          | Alcohol-Free         | 4                  | 20 juin, 27 juin                                              |
| 2021  | Music Bank        | Scientist            | 2                  | 19 novembre                                                   |
| 2021  | Inkigayo          | Scientist            | 2                  | 28 novembre                                                   |
| 2023  | Music Bank        | Set Me Free          | 2                  | 17 mars                                                       |
| 2023  | Show Champion     | Set Me Free          | 2                  | 22 mars                                                       |

### Traductions
- (en) Cet article est partiellement ou en totalité issu de l’article de Wikipédia en anglais intitulé « Twice (band) » (voir la liste des auteurs).

### Sources
1. ↑  (en) « TWICE Officially Declared The “Nation’s Girl Group” », sur Koreaboo, 8 septembre 2017
2. ↑  (en) « Why TWICE Deserves To Be Called ‘Nation’s Girl Group’ », sur Korea Portal, 23 février 2021
3. ↑  (en) Ho-jung Won, « ‘Sixteen’ compete for spot in JYP’s next girl group », sur Korea Herald, Herald Corporation (consulté le 7 juillet 2015)
4. ↑  (ko) Noh Yoon-jeong, « [31st 골든디스크①]트와이스, 이견 없는 대상 수상자인 이유 », sur Naver News, HeraldPop,‎ 14 janvier 2017
5. ↑  (en) Vaidehi, « 5 K-pop groups who have won the most Daesangs », sur Sportskeeda, 17 mai 2022
6. ↑  (ko) « 트와이스 日 첫 싱글, 플래티넘 싱글 인증 "韓 걸그룹 최초" », sur Naver News, Sports Chosun,‎ 14 novembre 2017
7. ↑  (en) « TWICE Becomes K-Pop Girl Group With Most RIAJ Album Certifications In Japan + SEVENTEEN Goes Platinum », sur Soompi, 14 janvier 2022
8. ↑  (ko) Shin Jin-ah, « 트와이스, 빌보드 핫100 첫 진입 'K팝 그룹 네번째' », sur Naver News, The Financial News,‎ 12 octobre 2021
9. ↑  (en) Nancy Lee, « [Video] Twice Enters Girl Group Competition with ′Like OOH-AHH′ », sur Mwave, CJ E&M Corp. (consulté le 20 octobre 2015)
10. ↑  (en) « Twice′s Tzuyu and Mina Talk About Adjusting to Life in Korea », Newsen (consulté le 20 octobre 2015)
11. ↑  (en) « Twice′s Momo and Tzuyu are Thankful for Opportunity to Debut », CJ E&M enewsWorld (consulté le 20 octobre 2015)
12. ↑  (ko) Su-jeong Park, « JYP 신인 걸그룹 트와이스, 10월 20일 데뷔 확정 », sur TenAsia, Korea Entertainment Media (consulté le 6 octobre 2015)
13. ↑  (ko) Se-yeong Hong, « JYP 측 "신인 걸그룹 트와이스 오는 20일 전격 데뷔" [공식입장] », sur Sports Donga, Sports Donga (consulté le 6 octobre 2015)
14. ↑  (ko) Hyeon-jeong Choi, « 트와이스, 단체 이미지 공개 ‘떨림까지 아름다운 걸그룹’ », sur Naver, Naver Corp. (consulté le 8 octobre 2015)
15. ↑  (ko) Myeong-seon Kim, « 트와이스, 평균나이 19세·최강 비주얼 그룹의 탄생 », sur TV Report, TV Report (consulté le 19 octobre 2015)
16. ↑  « Twice fait ses débuts avec le MV de "Like Ooh Ahh" », sur Soompi France (consulté le 5 décembre 2015)
17. ↑  (en) Ho-jung Won, « Twice’s ‘Story Begins’ », sur K-pop Herald, Herald Corporation (consulté le 23 octobre 2015)
18. ↑  (ko) Sang-eun Lee, « 트와이스, 데뷔곡 '우아하게' 공개에 눈물바다 "초심 잃지 않겠다" », sur Kyeongin Ilbo, Kyeongin Ilbo (consulté le 21 octobre 2015)
19. ↑  « Twice : Le MV de "Like Ooh Ahh" dépasse le million de vues en moins de 24h », sur Soompi France (consulté le 5 décembre 2015)
20. ↑  « Tzuyu under fire over China/Taiwan identity thanks to hypocritical old man » (consulté le 15 janvier 2016)
21. ↑  (en-US) « Chinese government bans TWICE and accuse member Tzuyu of treason – Koreaboo », sur Koreaboo (consulté le 15 janvier 2016)
22. ↑  « Les Twice travaillent une nouvelle fois avec le duo de producteurs Black Eyed Pilseung pour leur comeback » (consulté le 28 avril 2016)
23. ↑  « Twice lève le voile sur le MV de "Cheer Up" », sur Soompi France (consulté le 28 avril 2016)
24. ↑  « Twice : le clip de "Cheer Up" a déjà dépassé le million de vues », sur Soompi France (consulté le 28 avril 2016)
25. ↑  « Les Twice font un all-kill avec "Cheer Up" », sur Soompi France (consulté le 28 avril 2016)
26. ↑  (en) Yanchingsally Chu, « TWICE Sells 150,000 Records! », sur BNT News, BNT News International (consulté le 17 août 2016)
27. ↑  « Twice annonce ses couleurs officielles », sur K-Gen (consulté le 25 octobre 2016)
28. ↑  (en) Susan Min, « Twice Preparing for a Fall Comeback », sur Mwave, CJ E&M enewsWorld (consulté le 28 septembre 2016)
29. ↑  (en) Susan Min, « Twice Confirms Comeback Date as October 24 », sur Mwave, CJ E&M enewsWorld (consulté le 7 octobre 2016)
30. ↑  (en) Susan Min, « Twice Releases Schedule for October Comeback », sur Mwave, CJ E&M enewsWorld (consulté le 10 octobre 2016)
31. ↑  (en) « TWICE reveal their official 'Candy Bong' light stick », sur SBS PopAsia (consulté le 19 octobre 2016)
32. ↑  « Twice dévoile son surprenant lightstick officiel », sur K-Gen (consulté le 25 octobre 2016)
33. ↑  (ko) Won Jeon, « 트와이스 사나, 1주년 기념 파티서 눈물 "옛날 생각나" », sur Naver, My Daily (consulté le 20 octobre 2016)
34. ↑  « TWICE dévoile le MV de « TT » », sur k-gen.net, 23 octobre 2016
35. ↑  « TWICE : « TT » brise le record du MV de K-Pop à atteindre le plus rapidement les 10 millions de vues », sur k-gen.net, 25 octobre 2016
36. ↑  « TWICE : Le MV de « Like OOH-AHH » bat un record historique », sur k-gen.net, 11 novembre 2016
37. ↑  « TWICE dévoile une version de Noël de son dernier album », sur k-gen.fr, 5 décembre 2016
38. ↑  « TWICE propose des photos teasers pour la version de Noël de son album », sur k-gen.fr, 7 décembre 2016
39. ↑  « TWICE : « TT » devient le MV d’un groupe de K-Pop à dépasser le plus rapidement les 100 millions de vues sur YouTube », sur k-gen.fr, 3 janvier 2017
40. ↑  « TWICE annonce son concert solo en Février et songe à une tournée mondiale », sur k-gen.fr, 10 janvier 2017
41. ↑  « TWICE devrait faire son retour avec une version repackage de « TWICEcoaster » en Février », sur k-gen.fr, 19 janvier 2017
42. ↑  « TWICE propose la tracklist de « TWICEcoaster : LANE 2 » », sur k-gen.fr, 11 février 2017
43. ↑  « TWICE devient le premier groupe féminin de K-Pop à vendre plus de 100 000 copies d’un album en une semaine », sur k-gen.fr, 24 février 2017
44. ↑  « TWICE récupère le record du MV d’un groupe à atteindre le plus rapidement les 30 millions de vues, et dépasse les 50 heures de ‘perfect all kill’ », sur k-gen.fr, 26 février 2017
45. ↑  « TWICE annonce la date de son comeback dans une photo teaser de groupe pour « Signal » », sur k-gen.fr, 30 avril 2017
46. ↑  « TWICE rayonne dans les charts coréens et à l’international avec « Signal » », sur k-gen.fr, 16 mai 2017
47. ↑  « TWICE bat le record du plus grand nombre d’albums vendus en une journée pour un groupe féminin », sur k-gen.fr, 17 mai 2017
48. ↑  « TWICE bat son propre record du groupe féminin vendant le plus d’albums en une semaine », sur k-gen.fr, 23 mai 2017
49. ↑  « TWICE : Le MV de « TT » pulvérise tous les records de vues en dépassant les 200 millions », sur k-gen.fr, 26 mai 2017
50. ↑  « TWICE propose les covers de son premier album japonais », sur k-gen.fr, 2 juin 2017
51. ↑  « TWICE vend 100 000 copies de son album japonais en moins de quatre jours », sur k-gen.fr, 2 juillet 2017
52. ↑  « TWICE vend 210 000 copies de son premier album japonais en une semaine », sur k-gen.fr, 6 juillet 2017
53. ↑  « TWICE obtient un immense succès avec son premier album Japonais », sur k-gen.fr, 25 juillet 2017
54. ↑  (en) « TWICE’s First Original Japanese Track “One More Time” Tops Line Music Chart », sur soompi.com, 13 octobre 2017
55. ↑  « TWICE : Comeback confirmé pour Octobre », sur k-gen.fr, 25 septembre 2017
56. ↑  « TWICE ont filmé leur nouveau MV pour leur prochain comeback », sur k-gen.fr, 8 septembre 2017
57. ↑  TWICE, « TWICE révèle une vidéo trailer pour « Likey » », sur @JYPETWICE, 8:01 am - 15 oct 2017 (consulté le 15 octobre 2017)
58. ↑  « TWICE fait son comeback avec le MV de « Heart Shaker » », sur k-gen.fr, 11 décembre 2017
59. ↑  (en) « 2019 MAMA Nominees - Nominees for KPOP Star songs & album | Mwave », sur mama.mwave.me (consulté le 3 novembre 2019)
60. ↑  (en) « TWICE’s “Feel Special” Becomes Their Fastest MV To Reach 100 Million Views », sur Soompi, 1571067486 (consulté le 3 novembre 2019)
61. ↑  « オリコン週間 アルバムランキング 2019年11月18日～2019年11月24日 | ORICON NEWS », sur web.archive.org,‎ 27 novembre 2019 (consulté le 21 avril 2020)
62. ↑  (ja) « 2020.2.5『&TWICE -Repackage-』リリース決定！ », sur TWICE OFFICIAL SITE (consulté le 21 avril 2020)
63. ↑  (ko) « [단독]'K팝 원톱 걸그룹' 트와이스, 6월 컴백…13연속 히트 노린다 », sur entertain.naver.com (consulté le 21 avril 2020)
64. ↑  (en) MTV News Staff, « Twice's Eyes Wide Open Is A Journey Through Time And Space », sur MTV News (consulté le 30 octobre 2020)
65. ↑  (en-GB) « TWICE drop music video for new Japanese single 'Kura Kura' », sur NME, 21 avril 2021 (consulté le 2 mai 2021)
66. ↑  (en-GB) « TWICE perform 'Cry For Me' during appearance on 'The Kelly Clarkson Show' », sur NME, 28 avril 2021 (consulté le 2 mai 2021)
67. ↑  (en) « TWICE Announces June Comeback Date + Drops 1st Teaser », sur Soompi, 1619968371 (consulté le 2 mai 2021)
68. ↑  « Twice interprète sa nouvelle chanson dans «The Ellen DeGeneres Show» », sur Agence de presse Yonhap, 10 juin 2021
69. ↑  « TWICE ｜ JAPAN 3rd ALBUM『Perfect World』7月28日発売 ｜ 今ならDVD付きはオンライン限定10％オフ｜先着特典「内容未定」付き！ - TOWER RECORDS ONLINE », sur tower.jp (consulté le 19 mai 2021)
70. ↑  (en-US) « TWICE's Jeongyeon To Take A Hiatus From Activities Due To Anxiety & Panic », sur Koreaboo, 18 août 2021 (consulté le 20 août 2021)
71. ↑  (en-US) Condé Nast, « TWICE’s Jeongyeon Is Taking a Hiatus Due to Anxiety », sur Teen Vogue, 18 août 2021 (consulté le 23 août 2021)
72. ↑  (en-GB) « TWICE unveil highly anticipated ‘The Feels’ music video », sur NME, 1er octobre 2021 (consulté le 15 octobre 2021)
73. ↑  (ko) « [뮤직Y] 트와이스, 팬덤 안고 미국 공략 초읽기 », sur SBS,‎ 13 octobre 2021 (consulté le 15 octobre 2021)
74. ↑  (en-US) « South Korea's TWICE Scores First Hot 100 Entry With 'The Feels' », sur Billboard, 13 octobre 2021 (consulté le 15 octobre 2021)
75. ↑  (en) Franchesca Judine Basbas, « TWICE announce new full album 'Formula of Love: O+T=<3', here's what you need to know » , sur bandwagon.asia, 8 octobre 2021 (consulté le 23 novembre 2021)
76. ↑  (en) « TWICE announce the release of their 9th Japanese single 'Doughnut' », sur allkpop (consulté le 24 novembre 2021)
77. ↑  « TWICE annonce les premières dates de sa tournée mondiale », sur K-Gen, 15 novembre 2021 (consulté le 19 mai 2022)
78. ↑  « TWICE annule l’un de ses concerts à Séoul en raison des nouvelles restrictions liées au COVID-19 », sur K-Gen, 18 décembre 2021 (consulté le 19 mai 2022)
79. ↑  « Jeongyeon absente des concerts de TWICE à Séoul à cause de problèmes de santé », sur K-Gen, 20 décembre 2021 (consulté le 19 mai 2022)
80. ↑  (en) « TWICE to Return for One-Night-Only Encore Concert in Los Angeles », sur Billboard, 30 mars 2022 (consulté le 19 mai 2022)
81. ↑  « TWICE est le deuxième artiste féminin au monde à tenir 3 jours de concert au Tokyo Dome », sur K-Gen, 23 avril 2022 (consulté le 19 mai 2022)
82. ↑  (en) « TWICE announce 4th Best Album, anniversary DVD, and new Japanese album for 5th anniversary of Japan debut », sur Bandwagon, 31 janvier 2022 (consulté le 19 mai 2022)
83. ↑  (en) « TWICE sing 'Just Be yourself' in new surprise single - listen », sur Bandwagon, 22 mars 2022 (consulté le 19 mai 2022)
84. ↑  « Les membres de TWICE ouvrent des Instagram personnels », sur K-Gen, 17 mai 2022 (consulté le 19 mai 2022)
85. ↑  (en) « Nayeon of TWICE Set to Release Her First Solo EP ‘IM NAYEON’ », sur Billboard, 18 mai 2022 (consulté le 19 mai 2022)
86. ↑  « Toutes les TWICE renouvellent leur contrat avec JYP Entertainment ! », sur K-Gen, 12 juillet 2022 (consulté le 6 août 2022)
87. ↑  (en) « TWICE 'Celebrate' their 5th Japanese debut anniversary with new album - listen », sur Bandwagon, 27 juillet 2022 (consulté le 6 août 2022)
88. ↑  « TWICE fait son comeback avec le MV de “Talk that Talk” », sur K-Gen, 26 août 2022 (consulté le 24 septembre 2022)
89. ↑  (en) « TWICE Tops Billboard Artist 100 Chart for the First Time Thanks to ‘Between 1&2’ Debut », sur Billboard, 7 septembre 2022 (consulté le 24 septembre 2022)
90. ↑  (en-US) « Twice Wrap Up 2022 As Most Streamed K-Pop Girl Group On Spotify », sur www.yahoo.com (consulté le 25 janvier 2023)
91. ↑  (en) « BTS and TWICE land on the TOP 10 Billboard's year-end album sales chart », sur allkpop (consulté le 25 janvier 2023)
92. ↑  (en) Jeff Benjamin, « TWICE Dance In the ‘Moonlight Sunrise’ for New English Single: Watch », sur Billboard, 20 janvier 2023 (consulté le 26 mars 2023)
93. ↑  (en) Karen Gwee, « TWICE announce ‘Ready To Be’ world tour with stops in Australia, US and more », sur NME, 22 février 2023 (consulté le 26 mars 2023)
94. ↑  (en) Gladys Yeo, « TWICE take over the world in ‘Set Me Free’ music video », sur NME, 10 mars 2023 (consulté le 26 mars 2023)
95. ↑  « TWICE va performer sa nouvelle chanson titre en avant-première chez Jimmy Fallon », sur K-Gen, 4 mars 2023 (consulté le 26 mars 2023)
96. ↑  (en) Lars Brandle, « TWICE Thrill With Late-Night TV Performance of ‘Set Me Free’: Watch », sur Billboard, 10 mars 2023 (consulté le 26 mars 2023)
97. ↑  (en) Puah Ziwei, « Watch TWICE perform ‘Moonlight Sunrise’ on ‘The Kelly Clarkson Show’ », sur NME, 15 mars 2023 (consulté le 26 mars 2023)
98. ↑  (en) Keith Caulfield, « TWICE Claim Third No. 1 on Top Album Sales Chart With ‘Ready to Be’ », sur Billboard, 22 mars 2023 (consulté le 26 mars 2023)
99. ↑  « Le nouvel album de Twice à la 2e position du Billboard 200 », sur Yonhap, 21 mars 2023 (consulté le 26 mars 2023)
100. ↑  (en) Karen Gwee, « TWICE add new shows to Europe leg ‘Ready To Be’ world tour », sur NME, 27 avril 2023 (consulté le 30 avril 2023)
101. ↑  « TWICE fait son comeback au Japon avec le MV de « Hare Hare » », sur K-Gen, 30 mai 2023 (consulté le 17 juillet 2023)
102. ↑  « Les groupes de JYP connaissent un grand succès aux Etats-Unis », sur Yonhap, 13 juin 2023 (consulté le 17 juillet 2023)
103. ↑  (en) Puah Ziwei, « TWICE’s MISAMO drop edgy music video for ‘Do Not Touch’ », sur NME, 14 juillet 2023 (consulté le 4 août 2023)
104. ↑  (en) Gladys Yeo, « TWICE’s Jihyo goes through relationship blues in ‘Killin’ Me Good’ MV », sur NME, 18 août 2023 (consulté le 7 septembre 2023)
105. ↑  (en) Karen Gwee, « TWICE add more new shows to ‘Ready To Be’ world tour », sur NME, 7 septembre 2023 (consulté le 7 septembre 2023)
106. ↑  (ja) « TWICE、新曲「Dance Again」サプライズ配信 メンバー出演のCMソング 特別映像公開も », sur Oricon News,‎ 12 décembre 2023 (consulté le 27 décembre 2023)
107. ↑  (en) Puah Ziwei, « TWICE are inseparable in their new music video for ‘I Got You’ », sur NME, 2 février 2024 (consulté le 22 mars 2024)
108. ↑  (en) Yoo Hong, « ‘Youth,’ ‘Love’ and ‘Friendship,’ keywords of Twice’s new EP », sur The Korea Herald, 23 février 2024 (consulté le 22 mars 2024)
109. ↑  (en) Keith Caulfield, « TWICE Achieves First No. 1 Album on Billboard 200 Chart With ‘With YOU-th’ », sur Billboard, 3 mars 2024 (consulté le 22 mars 2024)
110. ↑  (ko) « 트와이스, 찰랑이는 물결 속 몽환 비주얼 '다이브' », sur iMBC,‎ 4 juillet 2024 (consulté le 29 juillet 2024)
111. ↑  (ja) « TWICE、“海外女性歌手初”日産スタジアム公演の念願叶う 全世界150万人動員のワールドツアー完走 », sur Oricon News,‎ 28 juillet 2024 (consulté le 29 juillet 2024)
112. ↑  (en) « Everything to Know About K-Pop Group Twice », sur TIME, 20 septembre 2019 (consulté le 19 août 2022)
113. ↑  Toutes les filles sont auteures puisqu'elles ont écrit plusieurs chansons pour leurs albums
114. ↑  (en) « 周子瑜進軍南韓 母憂只有小學學歷 », sur Liberty Times Net, The Liberty Times (consulté le 14 octobre 2015)
115. ↑  (en) « 周子瑜選秀節目殺出線 確定成miss A師妹 », sur CNA, CNA (consulté le 14 octobre 2015)
116. ↑  (ko) « "역시 대세" 트와이스X방탄소년단, 베스트 아티스트상 », sur entertain.naver.com (consulté le 31 octobre 2020)
117. ↑  (ko) « 'AAA 3관왕' 트와이스 "모두 원스 덕분이에요"[독점영상] », sur n.news.naver.com (consulté le 31 octobre 2020)
118. ↑  (ko) « 2019 AAA, 장동건·갓세븐·트와이스·레드벨벳·세븐틴 대상 수상(종합) », sur n.news.naver.com (consulté le 31 octobre 2020)
119. ↑  (ko) « WINNERS | Asia Artist Awards », sur www.asiaartistawards.com (consulté le 28 novembre 2020)
120. ↑  « Winners AAA »
121. ↑  « Asia Artist Awards », sur Asia Artist Awards, STARNEWS (consulté le 11 décembre 2021)
122. ↑  (en) « 5th Gaon Chart K-pop Awards, New Artist of the Year nominees », sur 5th Gaon Chart K-pop Awards, Kpop Construction (consulté le 22 janvier 2016)
123. ↑  (ko) Han-joon Kim, « 트와이스 '4월의 음악 강자'[포토] », sur Naver, Xports News (consulté le 22 février 2017)
124. ↑  (ko) Han-joon Kim, « 트와이스 '10월의 음원깡패'[포토] », sur Naver, Xports News (consulté le 22 février 2017)
125. ↑  (ko) « 올해의 가수 (앨범) 후보자 » [« Artist of the Year (Album) nominees »] [archive du 16 février 2018], sur 7th Gaon Chart Music Awards 2017, KMCA (consulté le 16 février 2018)
126. ↑  (ko) Kim Nara, « [2018 가온차트] 아이유, 최다관왕 '5관왕' 달성…워너원은 4관왕·트와이스 2관왕 (종합) », sur My Daily,‎ 14 février 2018
127. ↑  (ko) « 올해의 가수 (음원) 후보자 » [« Artist of the Year (Song) nominees »] [archive du 16 février 2018], sur 7th Gaon Chart Music Awards 2017, KMCA (consulté le 16 février 2018)
128. ↑  (ko) « 올해의 가수 (앨범) 후보자 » [« Artist of the Year (Album) nominees »] [archive du 23 janvier 2019], sur 8th Gaon Chart Music Awards 2018, KMCA (consulté le 23 janvier 2019)
129. ↑  (ko) « 방탄소년단·아이콘 3관왕…'가온차트 뮤직어워드' 정상 », sur Naver, EDaily,‎ 24 janvier 2019 (consulté le 24 janvier 2019)
130. ↑  (ko) « 올해의 가수 (음원) 후보자 » [« Artist of the Year (Song) nominees »] [archive du 23 janvier 2019], sur 8th Gaon Chart Music Awards 2018, KMCA (consulté le 23 janvier 2019)
131. ↑  (ko) « 올해의 가수 (앨범) 후보자 » [« Artist of the Year (Album) nominees »] [archive du 8 janvier 2020], sur 9th Gaon Chart Music Awards 2019, KMCA (consulté le 8 janvier 2020)
132. ↑  (ko) « 올해의 가수 (음원) 후보자 » [« Artist of the Year (Song) nominees »] [archive du 8 janvier 2020], sur 9th Gaon Chart Music Awards 2019, KMCA (consulté le 8 janvier 2020)
133. ↑  (ko) « 10th Gaon Chart Music Awards 올해의 가수(디지털음원) 후보자 » [« 10th Gaon Chart Music Awards: Artist of the Year – Digital Music Nominees »] [archive du 4 janvier 2021], sur www.gaonmusicawards.com, Korea Music Content Association
134. 1 2  (en) Jonathan Hicap, « Winners at 10th Gaon Chart Music Awards », sur Manila Bulletin, 14 janvier 2021
135. ↑  (ko) « 10th Gaon Chart Music Awards 올해의 가수(오프라인앨범) 후보자 » [« 10th Gaon Chart Music Awards: Artist of the Year – Physical Album Nominees »] [archive du 4 janvier 2021], sur www.gaonmusicawards.com, Korea Music Content Association
136. ↑  (ko) « 11th Gaon Chart Music Awards 올해의 가수상 음원 부문 월별 후보자 » [« 11th Gaon Chart Music Awards: Artist of the Year – Digital Music Nominees »] [archive du 27 novembre 2021], sur www.gaonmusicawards.com, Korea Music Content Association
137. ↑  (ko) Yoon Ki-baek, « BTS 8관왕·아이유 5관왕… 가온차트 최고의 별 [종합] » [« BTS 8 victoires, IU 5 victoires... La meilleure star de Gaon Chart [synthèse] »], sur Naver, E Daily,‎ 27 janvier 2022 (consulté le 30 janvier 2022)
138. ↑  (en) « The 30th Anniversary Golden Disk Awards International Voting », sur The 30th Annual Golden Disk Awards, Ilgan Sports, DramaHouse, & J Content Hub Co., Ltd. (consulté le 11 décembre 2015)
139. ↑  (ko) « '골든디스크' 세븐틴-트와이스, JTBC2 신인상 수상 '글로벌 인기' », sur Nate, Sports Chosun (consulté le 21 janvier 2016)
140. ↑  (en) « BTS and IU cap off ‘unbelievable’ year: Exo, Wanna One and more were big winners at the 32nd Golden Disc Awards », sur koreajoongangdaily.joins.com (consulté le 26 novembre 2020)
141. ↑  (ko) « ‘4관왕’ 방탄소년단, 음반부문 대상…故 종현 본상 [2019 골든디스크 종합] », sur n.news.naver.com (consulté le 26 novembre 2020)
142. ↑  (ko) « 방탄소년단, 디지털 음원 대상…마마무‧ITZY 2관왕 (종합) [2020 골든디스크] », sur entertain.naver.com (consulté le 26 novembre 2020)
143. 1 2  « GOLDEN DISC AWARDS | Nominees », sur web.archive.org, 3 janvier 2021 (consulté le 11 janvier 2021)
144. ↑  (en-US) « GOLDEN DISC AWARDS », sur www.goldendisc.co.kr (consulté le 11 janvier 2021)
145. ↑  (en) « Here are the nominees of the 36th Golden Disk Awards - BTS, TWICE, ITZY, IU, and more », sur www.bandwagon.asia (consulté le 14 janvier 2023)
146. ↑  (en) « Here are all the winners from the 36th Golden Disc Awards », sur nme.com (consulté le 14 janvier 2023)
147. ↑  « Golden Disc Awards : La liste des nominés de la 37e cérémonie », sur k-gen.fr (consulté le 14 janvier 2023)
148. ↑  « 37e Golden Disc Awards : Les grands gagnants de la cérémonie », sur k-gen.fr (consulté le 14 janvier 2023)
149. ↑  (en) « MAMA Nominations - Artist Category (Best New Female Artist) », sur Mwave, Mnet/CJE&M (consulté le 2 novembre 2015)
150. ↑  (en) « MAMA 2015 Nominations » (consulté le 30 octobre 2015)
151. ↑  (en) « 2021 MAMA Nominees - Nominees for 2021 MAMA » [archive du 21 novembre 2021], sur Mwave, Mnet/CJE&M (consulté le 11 décembre 2021)
152. ↑  (en) « 2021 MAMA (Mnet ASIAN MUSIC AWARDS) » [archive du 11 décembre 2021], sur Mwave, Mnet/CJE&M (consulté le 11 décembre 2021)
153. ↑  « MAMA AWARDS 2022 : Les nominés », sur K-Gen (consulté le 4 décembre 2022)
154. ↑  « 2022 MAMA AWARDS : Les grands gagnants du premier jour », sur K-Gen (consulté le 4 décembre 2022)
155. ↑  « 2022 MAMA AWARDS : Les grands gagnants du 2ème jour », sur K-Gen (consulté le 4 décembre 2022)
156. ↑  (en) Puah Ziwei, « Here are all the winners from the 2023 MAMA Awards », sur NME, 29 novembre 2023 (consulté le 27 décembre 2023)
157. 1 2  (en) « JYP Entertainment Official Twitter Announcement: "TWICE has won female rookie of the year at the 7th Annual Philippine Kpop Convention." », sur Twitter, JYP Entertainment (consulté le 24 décembre 2015)
158. ↑  (en) « Seoul Music Awards Global (scroll to K-POP STAR 2015 [LIVE VOTE] and click "Main, Popular (Overseas) and Rookie" to reveal the nominees) », sur Seoul Music Awards, SportsSeoul (consulté le 9 décembre 2015)
159. ↑  « MTV EMA 2022 WINNERS » [archive du 14 novembre 2022], sur MTV EMA (consulté le 14 novembre 2022)
160. ↑  (en) « MTV EMA 2022 WINNERS » [archive du 29 août 2022], sur MTV (consulté le 14 novembre 2022)
161. ↑  « Les nominés des Genie Music Awards 2022 », sur K-Gen, 6 octobre 2022 (consulté le 14 novembre 2022)
162. ↑  (ko) « 2022 GMA 수상자 », sur Genie (consulté le 14 novembre 2022)
163. ↑  (en) « Bad Bunny surprises Ivy Queen, TWICE's magical performance: Billboard Women in Music top moments », sur USA Today, 2 mars 2023 (consulté le 25 mars 2023)
164. ↑  (ko) « 3월 3주 <K-차트> 순위 », sur KBS,‎ 17 mars 2023 (consulté le 25 mars 2023)